# Jerry Fowler
Jerry Alvin Fowler ( Boonville, Misuri; 20 de junio de 1927- Marshall, Misuri;15 de junio de 2008) fue un jugador de baloncesto estadounidense que disputó una temporada en la NBA, además de jugar en la ABL y la NPBL. Con 2,03 metros de estatura, jugaba en la posición de pívot.

## Trayectoria deportiva

### Universidad
Jugó durante su etapa universitaria con los Tigers de la Universidad de Misuri, convirtiéndose en el primer jugador de dicha institución en llegar a jugar en la NBA.

### Profesional
Comenzó su andadura profesional en 1950 en los Utica Pros de la ABL, con los que jugó diez partidos en los que promedió 9,1 puntos. De ahí pasó a los Kansas City Hi-Spots de la NPBL, con los que jugó el resto de la temporada, promediando 10,5 puntos por partido.
En 1951 fichó por los Milwaukee Hawks de la NBA, con los que disputó 6 partidos, en los que promedió 1,5 puntos y 1,7 rebotes. Regresó posteriormente a la ABL, a los Elmira Colonels, con los que jugó dos temporadas, siendo en ambas de los mejores anotadores del equipo, promediando 13,8 y 19,5 puntos por partido respectivamente.

## Estadísticas de su carrera en la NBA

### Temporada regular
| Temporada | Edad | Equipo          | Liga | Pos. | P | TIT | MIN | TC  | TCA | %TC  | 3P | 3PA | %3P | TL  | TLA | %TL  | R.OF. | R.DEF. | REB | ASIS | ROB | TAP | PER | FP  | PTS |
| 1951-52   | 24   | Milwaukee Hawks | NBA  |      | 6 |     | 6.8 | 0.7 | 2.2 | .308 |    |     |     | 0.2 | 0.7 | .250 |       |        | 1.7 | 0.3  |     |     |     | 1.5 | 1.5 |
| Total     |      |                 | NBA  |      | 6 |     | 6.8 | 0.7 | 2.2 | .308 |    |     |     | 0.2 | 0.7 | .250 |       |        | 1.7 | 0.3  |     |     |     | 1.5 | 1.5 |